# Francisco Villaespesa

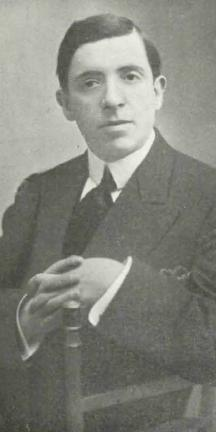
Francisco Villaespesa (1911)

Francisco Villaespesa (* 14. Oktober 1877 in Laujar de Andarax, Almería; † 9. April 1936 in Madrid) war ein spanischer Schriftsteller.

## Leben und Werk
Francisco Villaespesa stammte aus einer Juristenfamilie und studierte Rechtswissenschaften an der Universität Granada. Er zog aber den schriftstellerischen Beruf vor, verließ die Hochschule und ging 1897 nach Madrid. Dort verfasste er seine ersten Gedichte in der literarischen Zeitschrift Germinal. 1898 gab er seinen ersten Gedichtband Intimidades („'Intimitäten“') heraus. Dann kehrte er nach Hause zurück und veröffentlichte 1899 seine zweite Gedichtsammlung Luchas („Kämpfe“). Wieder in Madrid verheiratete er sich und versuchte sein Einkommen als Redakteur verschiedener literarischer Journale aufzubessern. Dennoch war er auch weiterhin von Armut betroffen. In seinem Werk Viaje sentimental („Sentimentale Reise“, 1909) erzählt er dichterisch von seinen Bemühungen, den Tod seiner an Tuberkulose verstorbenen Gattin zu überwinden.
Ab 1911 trat Villaespesa in einer zweiten Schaffensperiode als Dramatiker hervor. Sein größter Erfolg war die Tragödie El alcázar de las perlas („Perlenschloss“, 1911), das die Stadt Granada zum Thema hat. Zeit seines Lebens war er von der maurischen Kunst und Kultur Granadas inspiriert. Er unternahm ausgedehnte Reisen durch Lateinamerika, arbeitete dort u. a. als Theaterdirektor und pflegte einen verschwenderischen Lebensstil. 1931 kehrte er fast mittellos nach Madrid zurück und starb fünf Jahre später in dieser Stadt im Alter von 58 Jahren.
Villaespesa war ein außerordentlich fruchtbarer Lyriker, Dramatiker und Romancier, der mehr als 50 Bände mit Poesien herausbrachte. Bis 1906 gilt er als Wegbereiter des spanischen Modernismus. Damals schrieb er, vom französischen Lyriker Paul Verlaine beeinflusst, mehrere geschätzte Gedichtbände. In besonders leidenschaftlichem Ton sind die Poeme des Bandes La copa del rey de Thule („Der Becher des Königs von Thule“, 1898–1900) verfasst. Sie verraten die Vertrautheit Villaespesas mit dem Modernismus des nicaraguanischen Schriftstellers Rubén Darío. In der Sammlung Tristitiae rerum („Die Traurigkeit der Dinge“, 1906) beschäftigte sich der Autor vor allem mit dem Verlust der Jugend. In seiner zweiten Schaffensperiode schrieb er u. a. Lobgesänge auf spanische Städte und verarbeitete auch Themen der spanischen Geschichte. Seine Tragödien zeigen einen starken lyrischen Akzent; ihre Handlung und Charaktere sind jedoch oft nur wenig entwickelt. Villaespesas Neigung zum Romantischen aufweisende Kurzromane fanden geringere Beachtung. Er übersetzte auch Werke von Gabriele D’Annunzio ins Spanische.